# Frédéric Bazille
Pour les articles homonymes, voir Bazille.
Jean Frédéric Bazille, né le 6 décembre 1841 à Montpellier (Hérault) et mort au combat le 28 novembre 1870 à Beaune-la-Rolande (Loiret), est un peintre impressionniste français.

## Biographie

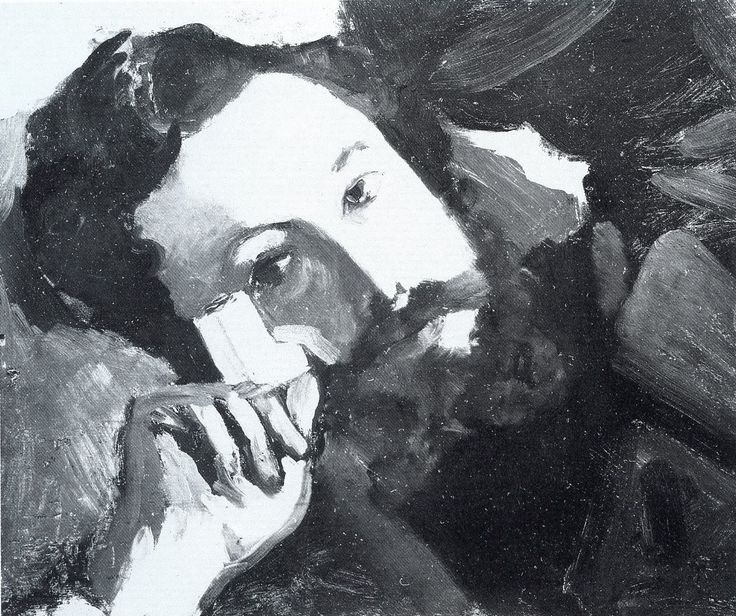
Frédéric Bazille, Portrait d'Alfred Sisley (1867-1868), ancienne Collection Wildenstein, détruit durant la Seconde Guerre mondiale.

Frédéric Bazille naît dans une famille de notables protestants de Montpellier (Hérault), au no 11 Grand'rue (devenue Grand'rue Jean Moulin). Son père Gaston Bazille est agronome et sénateur ; sa mère Camille Vialars a hérité du domaine agricole de Saint-Sauveur à Lattes. Il entame des études de médecine pour complaire à ses parents. Mais dès 1859, il suit des cours de dessin au musée Fabre, dans l'atelier des sculpteurs Baussan père et fils, et dans l'atelier de peinture où il copie des maîtres anciens tel Véronèse.
En 1862, il part pour Paris. Sur le conseil de son cousin, le peintre Eugène Castelnau, il s'inscrit à l'atelier de Charles Gleyre où il perfectionne sa technique du dessin. Il y rencontre Claude Monet puis Auguste Renoir. Très vite, un groupe se forme autour d'Edgar Degas, Alfred Sisley, Édouard Manet, Berthe Morisot, Paul Cézanne, Camille Pissarro, Émile Zola et Paul Verlaine.
Il loue un atelier en 1864 puis en partage d'autres avec Renoir et Monet dès 1865. Désirant participer au Salon de 1866, il soumet deux toiles au jury : un sujet moderne, Jeune fille au piano, et une nature morte classique, Poissons. Comme il le pressentait, seule la seconde est acceptée,.
En 1865, il emménage rue Furstemberg avec Monet.
Ses toiles et celles d'autres artistes ayant été refusées au salon de 1867, il adresse le 30 mars au surintendant des beaux-arts Émilien de Nieuwerkerke une pétition demandant la tenue d'un salon indépendant. Le 2 avril, dans une lettre à sa mère, il annonce son projet de louer un grand atelier pour exposer ses œuvres avec celles d'une douzaine d'autres artistes.

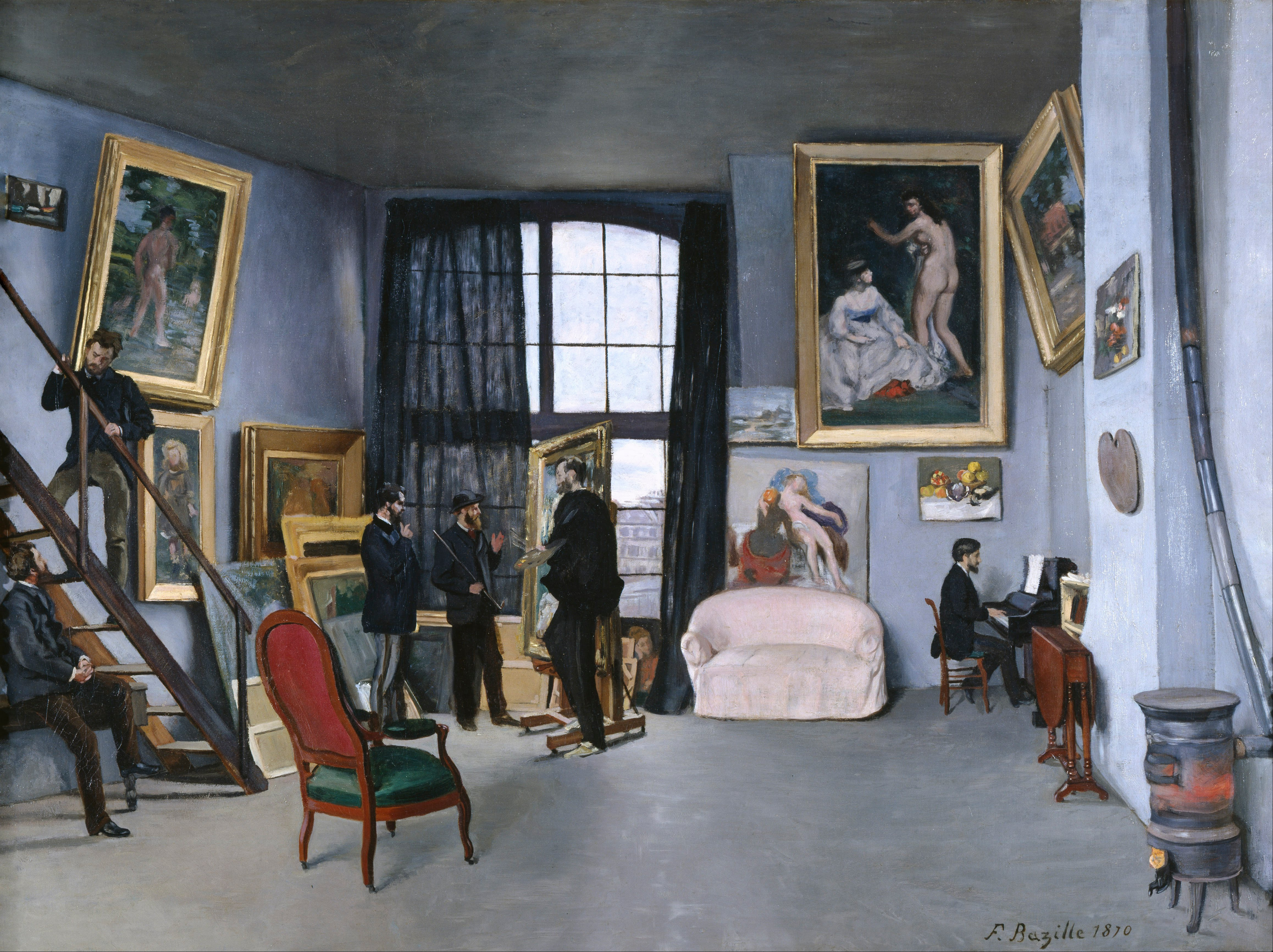
L'atelier de Bazille. Le peintre se tient au centre, face à lui Édouard Manet observe la toile ; Edmond Maître joue du piano. Peinture collaborative avec Édouard Manet, (1870), huile sur toile, Paris, musée d'Orsay.

Courbet leur rend visite, admire Le Déjeuner sur l'herbe de Monet et la Jeune Fille au piano de Bazille. En juillet 1866, il s'installe rue Visconti où il accueille Renoir puis Monet. En 1867, il peint son atelier de la rue Visconti. Il partage alors les lieux avec Auguste Renoir et Alfred Sisley. Renoir le représente en train de peindre Le Héron (Musée Fabre de Montpellier).
Renoir et lui louent ensuite un grand atelier dans le Quartier des Batignolles. Bazille et Manet s'y représentent en 1870 dans L'Atelier de Bazille, qu'ils peignent ensemble. La même année, Henri Fantin-Latour immortalise Bazille, vu de profil debout à droite, dans Un atelier aux Batignolles.
Frédéric se passionne aussi pour l'écriture, le théâtre, la musique et l'opéra. Il noue une solide amitié avec Edmond Maître, en compagnie duquel il  assiste à des concerts.
Chez le galeriste-éditeur Alfred Cadart, il s'essaie à l'eau-forte. De cette tentative on ne connaît qu'une seule épreuve, La Vue de village.
Il passe généralement ses étés à Montpellier, dans la propriété familiale du domaine de Méric située face au village de Castelnau-le-Lez. Cet endroit sert de décor à quelques-unes de ses toiles comme La Robe rose (1864), Réunion de famille (1867) ou Vue de village (1868).
Le 16 août 1870, après l'éclatement du conflit franco-prussien, il s'engage contre la volonté de ses proches au 3e régiment de zouaves, comme sergent fourrier puis sergent-major. Mortellement blessé au bras et au ventre à la bataille de Beaune-la-Rolande (Loiret) en tentant de protéger des femmes et des enfants, il tombe en héros le 28 novembre 1870, à l'âge de 28 ans.
Sa mort affecte profondément son ami Edmond Maître. Dans une lettre à sa famille, il écrit : « de tous les jeunes gens que j'ai connus, Bazille était le plus doué, le plus aimable ».

### Inhumation

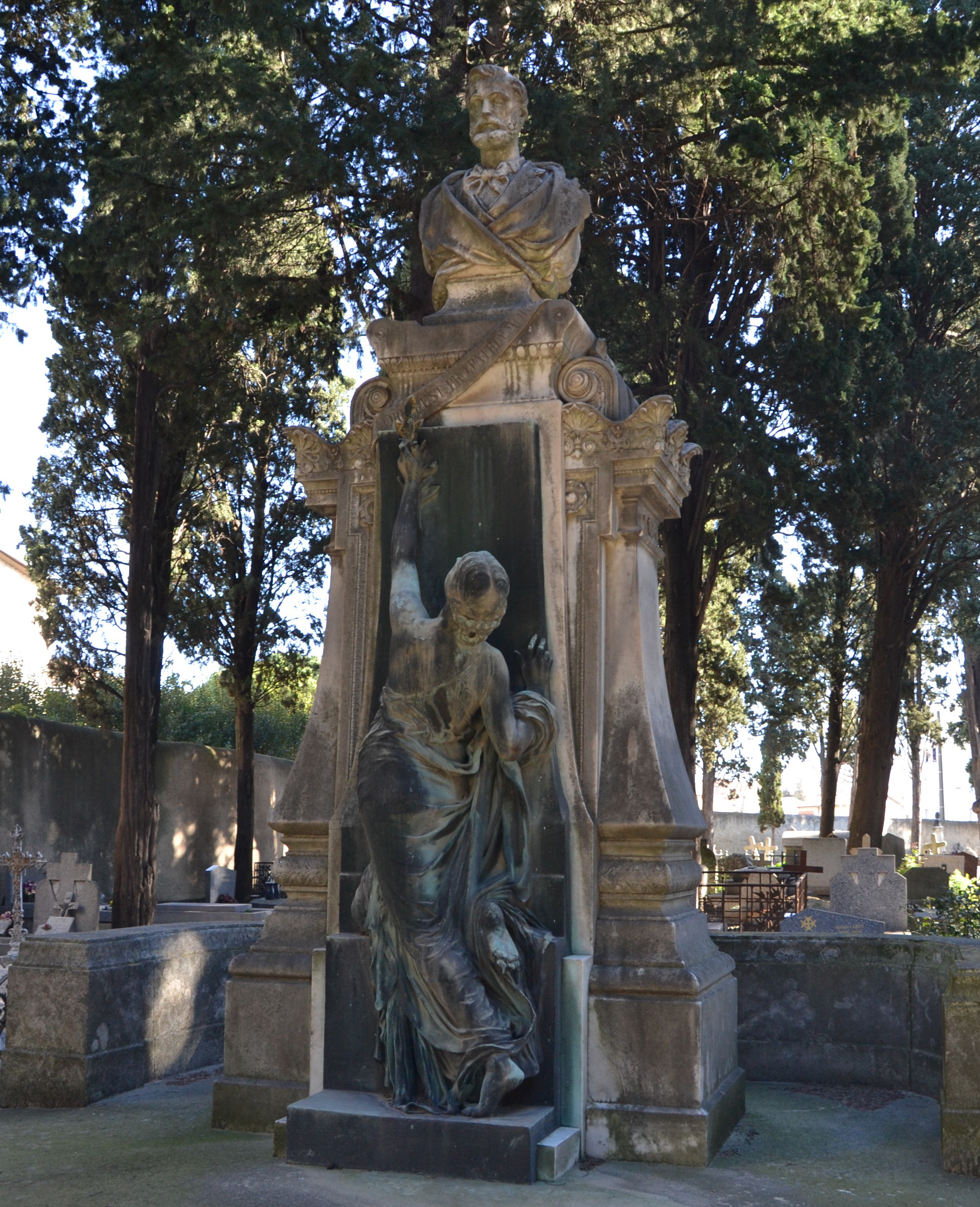
Tombe de Frédéric Bazille à Montpellier.

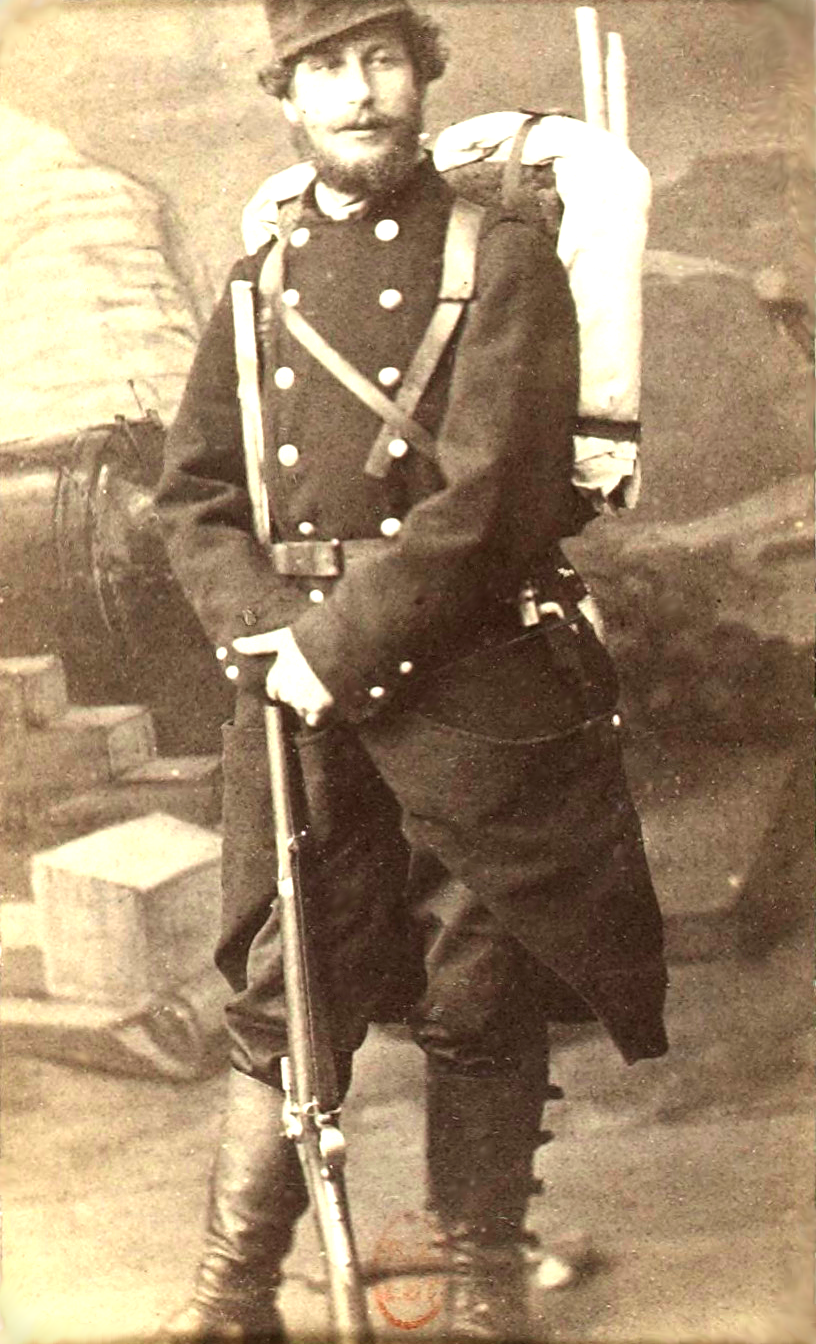
Portrait présumé de Frédéric Bazille par Émile Defonds, Album de portraits cartes de visite ayant appartenu à Édouard Manet, Paris, BNF.

Il est inhumé au cimetière protestant de Montpellier. Le sculpteur Auguste Baussan réalise sa tombe,.

## Postérité

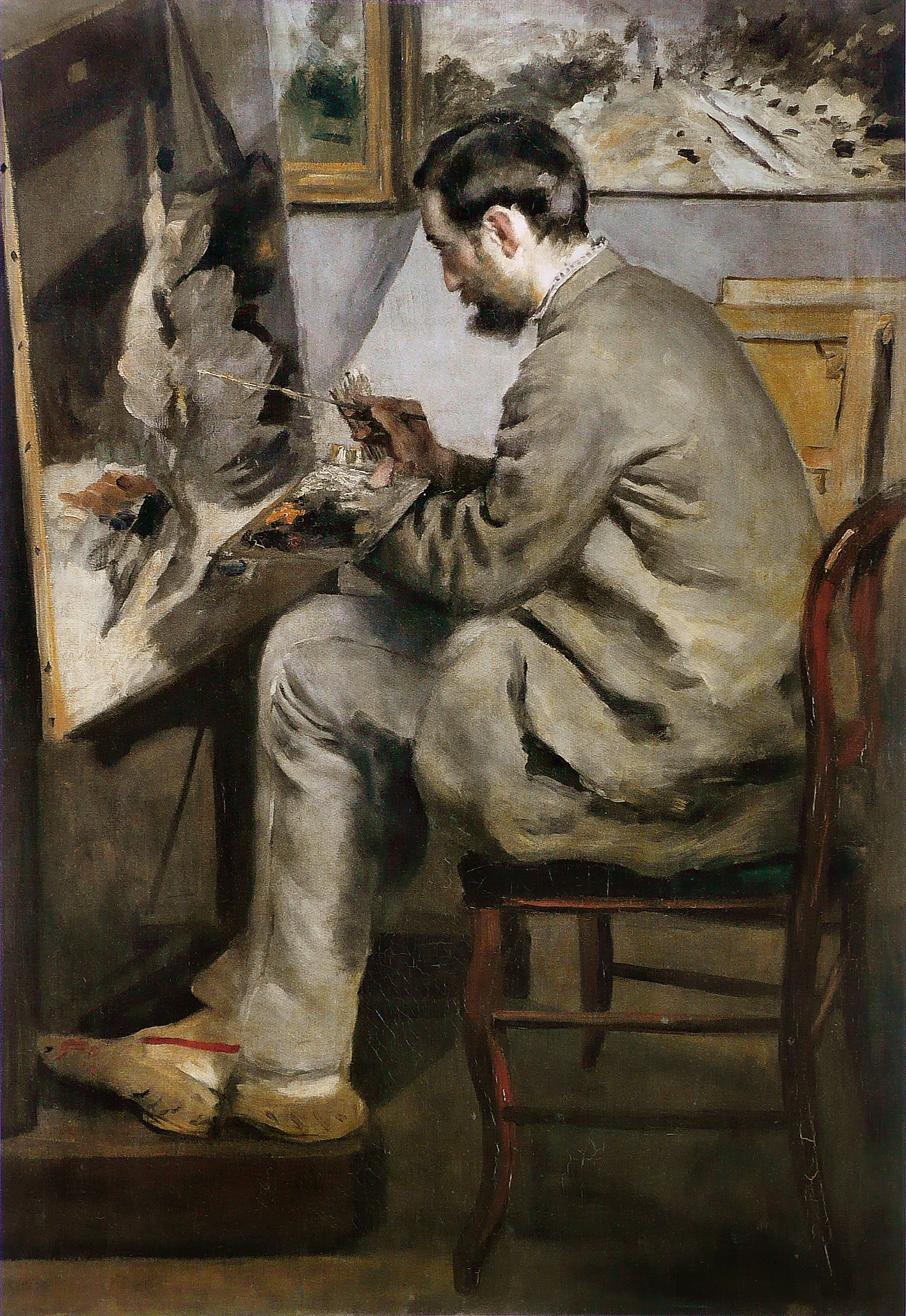
Pierre-Auguste Renoir, Frédéric Bazille peignant à son chevalet (1867) ; on y reconnaît Nature morte au héron de 1867, Montpellier, musée Fabre.

Composée d'une soixantaine de toiles, l'œuvre de Frédéric Bazille tombe tout d'abord dans l'oubli.
En 1900, le critique et historien Roger Marx le découvre. Il inclut deux de ses tableaux dans sa rétrospective d'art français organisée pour l'Exposition universelle de Paris.
Une timide résurrection s'amorce en 1926 grâce à l'historien d'art Henri Focillon. Mais il faut attendre les années 1950-1960 pour que l'intérêt porté à sa peinture dépasse le cercle des initiés montpelliérains. Ses tableaux quittent alors la collection familiale pour les musées américains.
Dès qu'il le peut, le musée Fabre de Montpellier complète un fonds déjà riche. Il organise une exposition en 1992 puis, à l'été 2016, une rétrospective avec le musée d'Orsay et la National Gallery of Art de Washington. Paul Perrin, co-commissaire de l'exposition, juge son œuvre à tout jamais « de jeunesse » — la sienne tout comme celle de l'impressionnisme.
Ce serait les traits de Frédéric Bazille qu'aurait utilisé Auguste Bassan pour la statue de saint-Roch dans l'église du même nom à Montpellier.

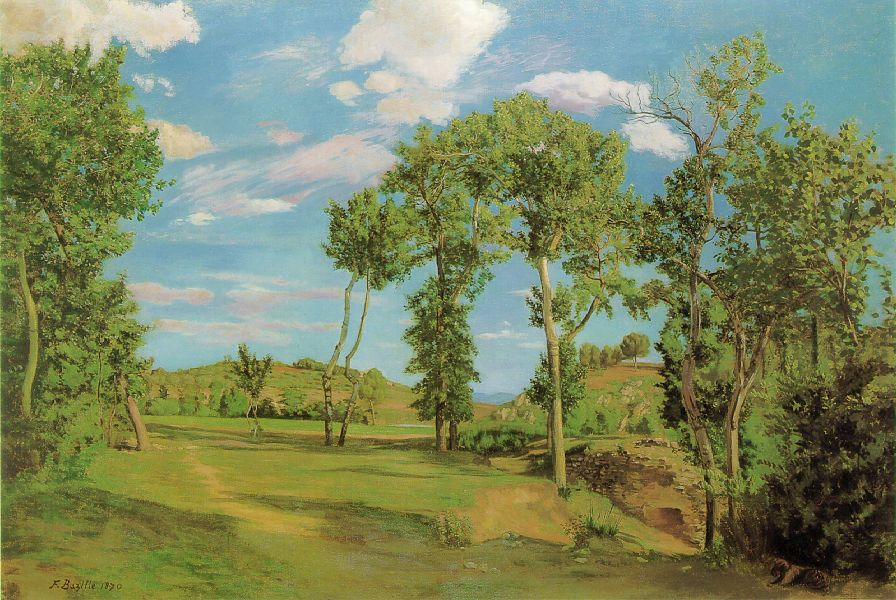
Paysage au bord du Lez (1870), huile sur toile, Minneapolis Institute of Art.

### Lieux de mémoire
Plusieurs lieux portent son nom :
- le square Frédéric-Bazille, à Paris (14e arrondissement) ;
- une impasse du quartier de Château-Malo, à Saint-Malo ;
- le collège de Beaune-la-Rolande ;
- le collège de Castelnau-le-Lez ;
- La rue Jean-Frédéric Bazille à Sète.

## Œuvres
- Couvercles de bouillon, juin 1864, huile sur toile, 27 × 35 cm, Montpellier, musée Fabre[24],[25] ;
- Deux harengs, 1864, huile sur toile, 41 × 27,5 cm, Montpellier, musée Fabre[24],[25] ;
- La Robe rose, 1864, huile sur toile, 147 × 110 cm, Paris, musée d'Orsay[26] ;
- L'Ambulance improvisée (Monet est blessé à l'hôtel du Lion d'Or à Chailly-en-Bière), 1865, huile sur toile, 48 × 65 cm, Paris, musée d'Orsay[27] ;
- L’Atelier de la rue Furstenberg, 1865-1866, huile sur toile, 80 × 65 cm, Montpellier, musée Fabre[28] ;
- Autoportrait, vers 1865-1866, huile sur toile, 108,9 × 71,1 cm, Art Institute of Chicago (Chicago)[29] ;
- Le Petit Jardinier, vers 1866-1867, huile sur toile, 168,9 × 128 cm, musée des Beaux-Arts de Houston[30] ;
- Portrait de Paul Verlaine à l'âge de vingt-trois ans, 1867, huile sur toile, 57,2 × 45,1 cm, Suisse, collection privée en 2015[31] ;
- Nature morte au héron, 1867, huile sur toile, 97,5 × 78 cm, Montpellier, musée Fabre[32] ;
- Les Remparts d'Aigues-Mortes, 1867, huile sur toile, 46 × 75,5 cm, Montpellier, musée Fabre[33],[34] ;
- Réunion de famille, 1867, huile sur toile, 152 × 230 cm, Paris, musée d'Orsay[35] ;
- Porte de la Reine à Aigues-Mortes, 1867, huile sur toile, 80,6 × 99,7 cm, New York, Metropolitan Museum of Art[34],[36] ;
- Autoportrait, vers 1867-1868, huile sur toile, 54 × 46 cm, Minneapolis Institute of Art[37] ;
- Le Pêcheur à l'épervier, 1868, huile sur toile, 134 × 83 cm, Musée d'Art contemporain de Rolandseck, Remagen[38] ;
- Vue de village[39], 1868, huile sur toile, 137,5 × 85,5 cm, Montpellier, Musée Fabre[40] ;
- Fleurs, 1868, huile sur toile, 130 × 95 cm, musée de Grenoble[41] ;
- Scène d'été, 1869, 158 × 158 cm, Cambridge, Université Harvard[42] ;
- Femme en costume mauresque, 1869, huile sur toile, Pasadena, Norton Simon Museum[43] ;
- La Toilette, 1870, 153 × 148,5 cm, Montpellier, musée Fabre[44],[45] ;
- L'Atelier de Bazille, 1870, en collaboration avec Édouard Manet, 98 × 128,5 cm, Paris, musée d'Orsay[46] ;
- Paysage au bord du Lez, 1870, 137,8 × 202,5 cm, Minneapolis Institute of Art[47] ;
- Jeune Femme aux pivoines[48], 1870, huile sur toile, 60,3 × 75,2 cm, Montpellier, musée Fabre[49] ;
- Homme portant un béret, Collection privée, Vente 2003[50] ;
- Vue d'une grande maison, dessin, Musée du Louvre[51] ;
- Portrait d'un homme barbu, dessin, Musée du Louvre.

## Expositions
- 1992-1993 :   « Frédéric Bazille et ses amis impressionnistes », musée Fabre (Montpellier) et Brooklyn Museum, Brooklyn (New York), de juillet 1992 à janvier 1993 ;
- 1999 :  « Monet & Bazille: A Collaboration », High Museum of Art (Atlanta), du 23 février au 16 mai 1999[52] ;
- 2003-2004 :  « Bazille », musée Marmottan (Paris), d'octobre 2003 à janvier 2004 ;
- 2016 :  « Frédéric Bazille, la jeunesse de l’impressionnisme », musée Fabre (Montpellier), du 25 juin au 16 octobre 2016[53] ;
- 2017 :  « Frédéric Bazille (1841-1870). La jeunesse de l'impressionnisme », musée d'Orsay (Paris), du 15 novembre 2016 au 5 mars 2017[54] ;
- 2017 :  « Frédéric Bazille and the Birth of Impressionism », National Gallery of Art (Washington D.C.), du 9 avril au 9 juillet 2017[55]. Quarante-cinq des cinquante-deux peintures connues de l'artiste sont réunies pour cette exposition[56].

## Galerie

Œuvres de Frédéric Bazille
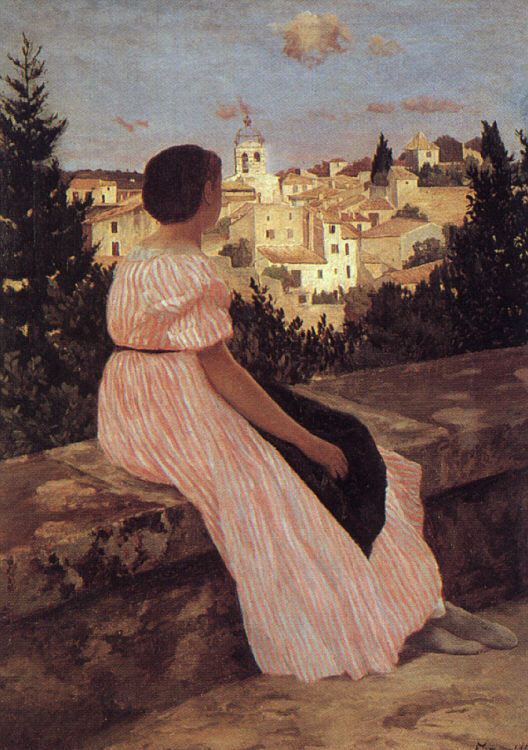
La Robe rose (1864), huile sur toile (147 × 110 cm), Paris, musée d'Orsay.
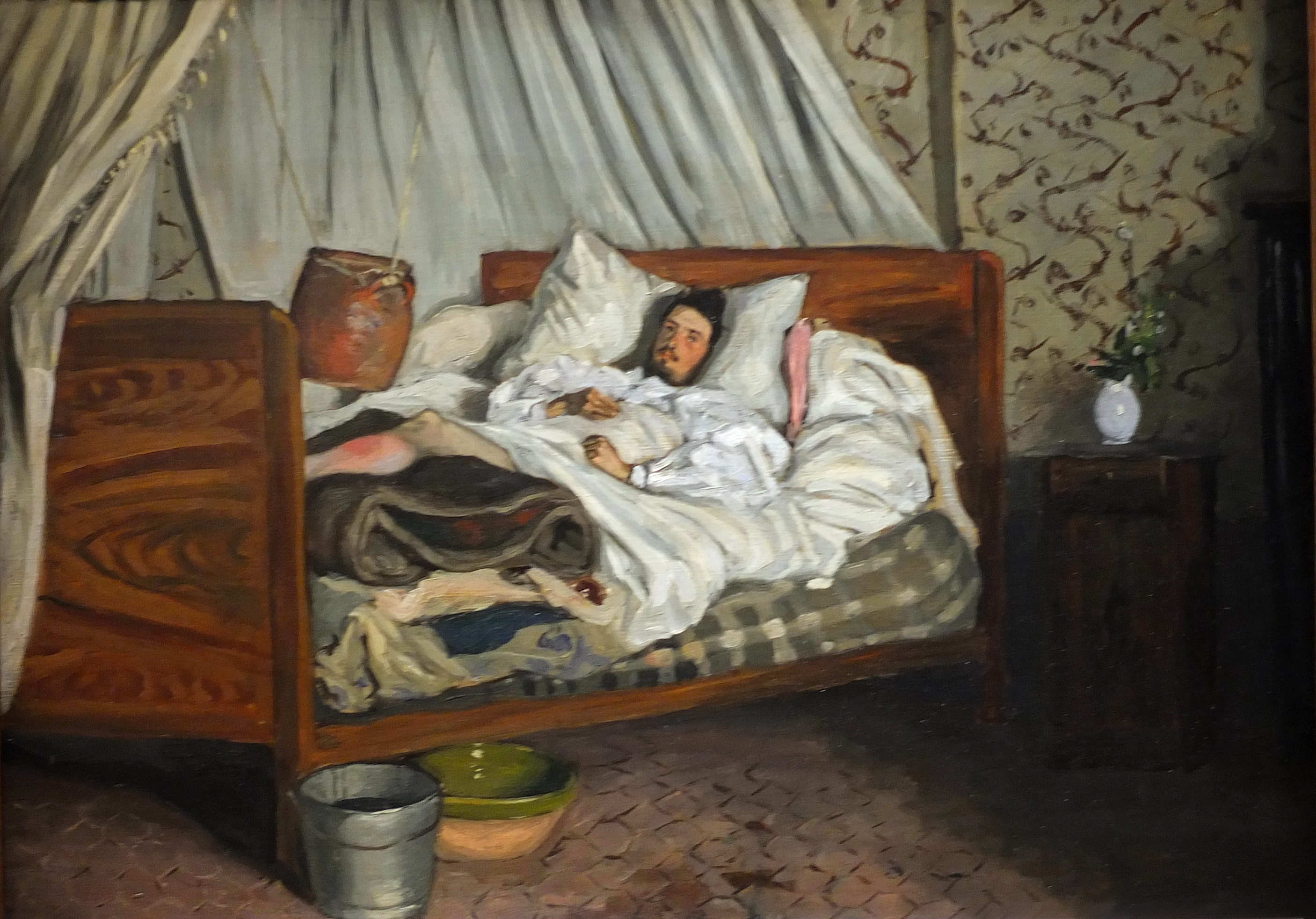
L'Ambulance improvisée (1865) (Monet blessé à l’Hôtel du Lion d'Or à Chailly-en-Bière), huile sur toile (48 × 65 cm), Paris, musée d'Orsay.
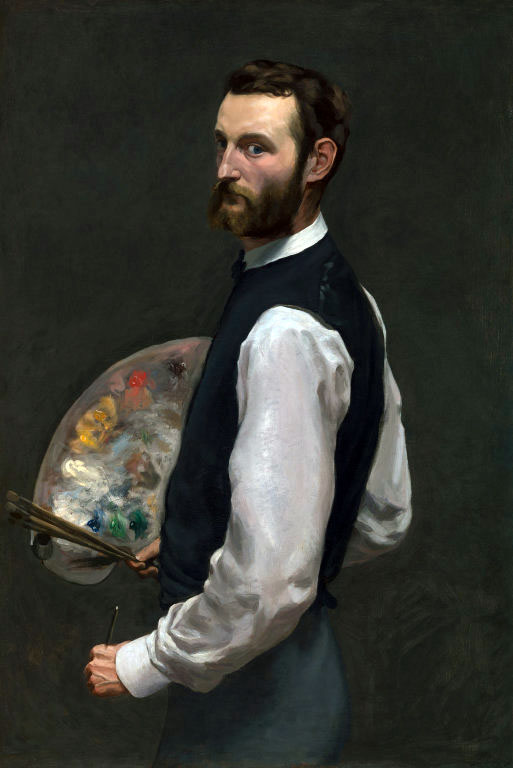
Autoportrait (1865-1866), huile sur toile (109 × 72 cm), Chicago, Institut d'art de Chicago.
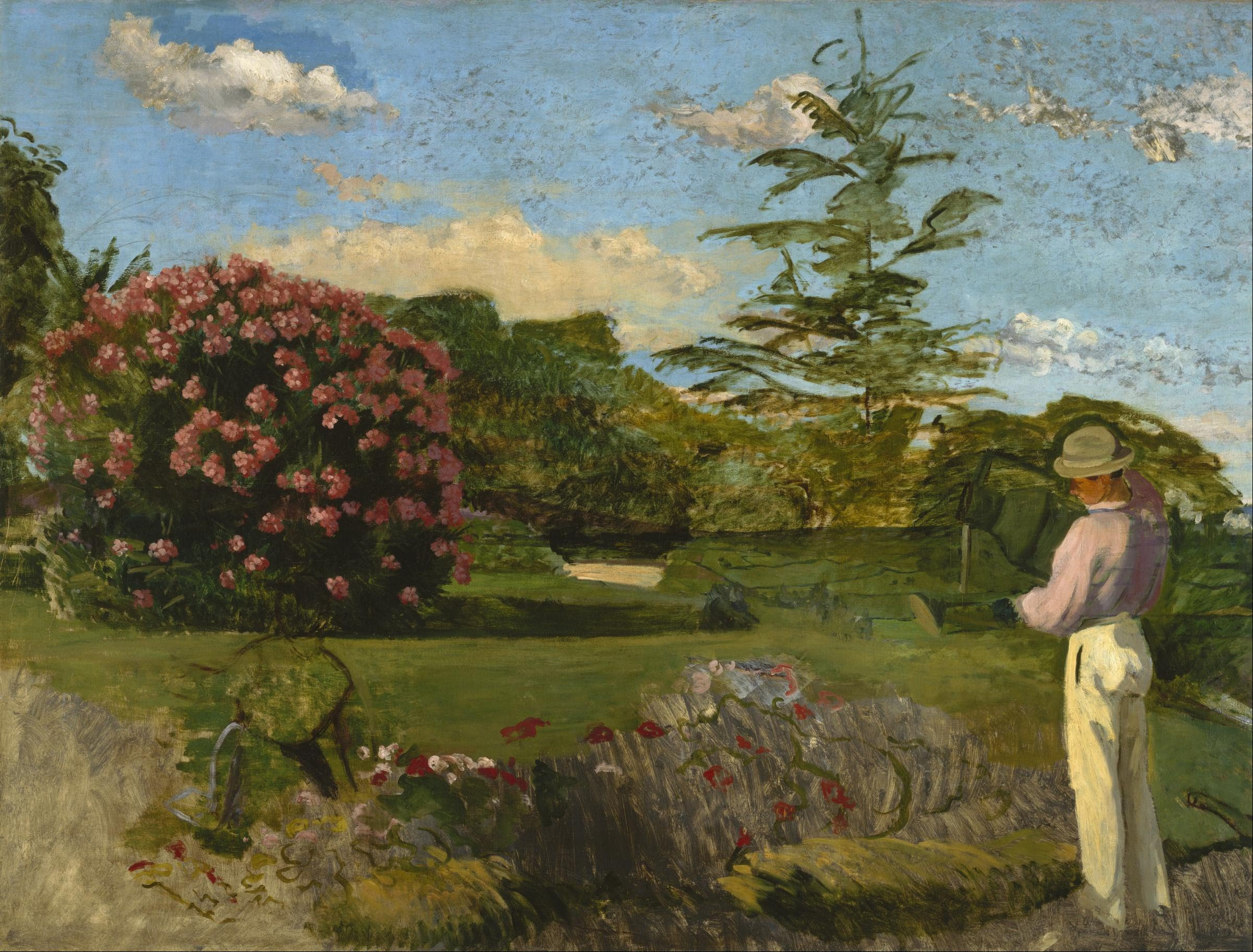
Le Petit Jardinier (vers (1866-1867), huile sur toile (168,9 × 128 cm), musée des beaux-arts de Houston.
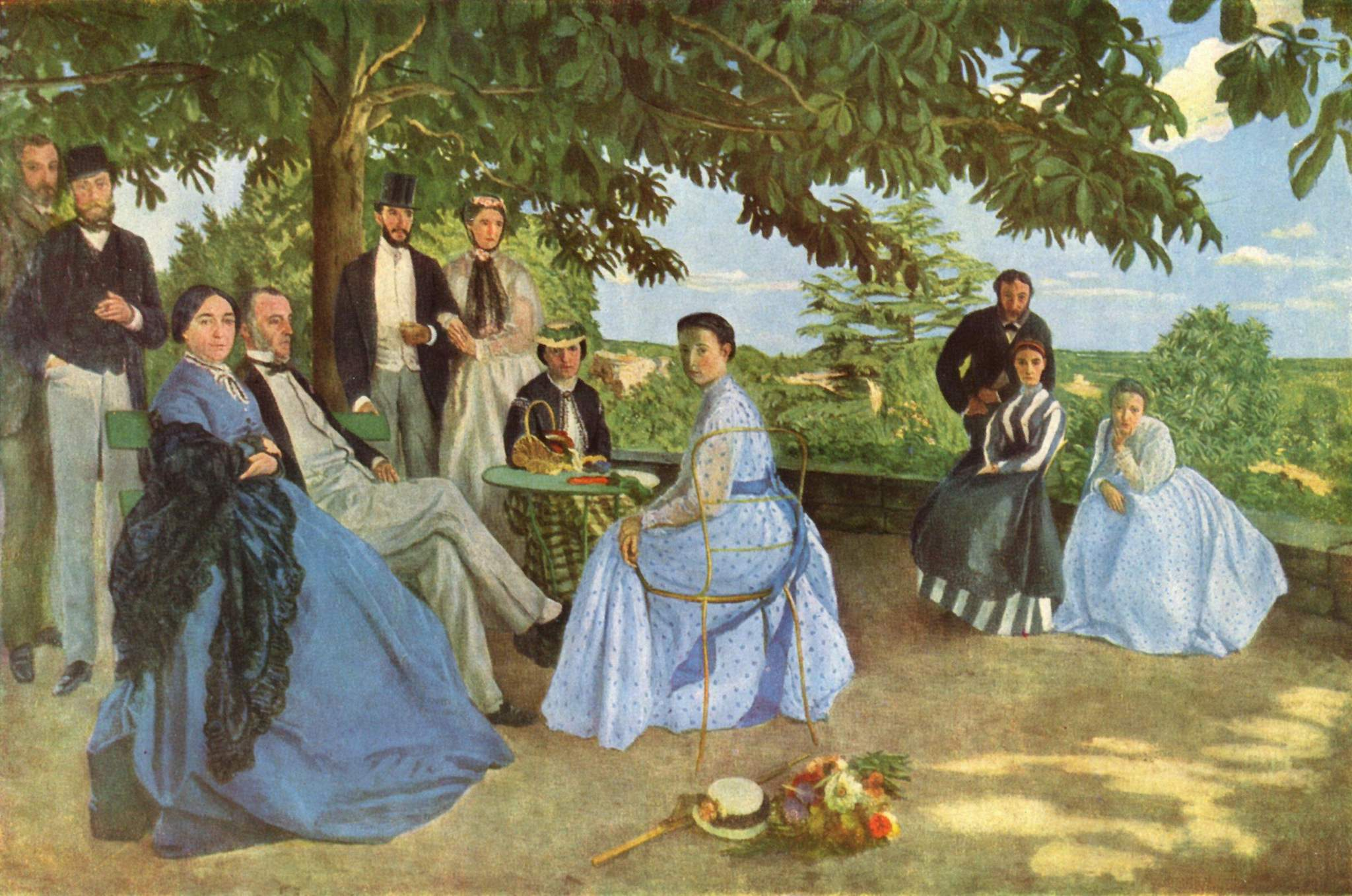
Réunion de famille (1867), huile sur toile (152 × 230 cm), Paris, musée d'Orsay.
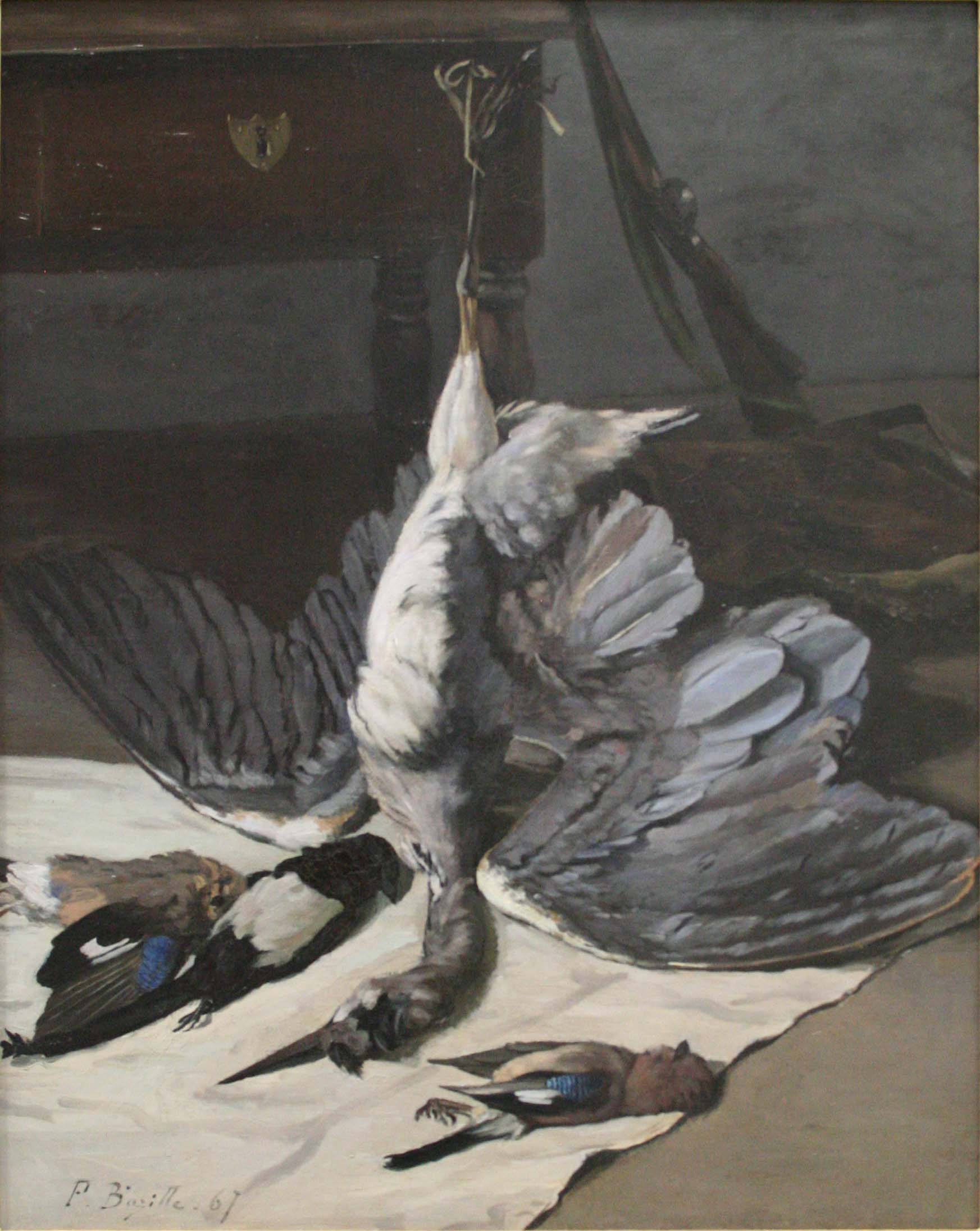
Nature morte au héron (1867), huile sur toile (97,5 × 78 cm), Montpellier, musée Fabre.
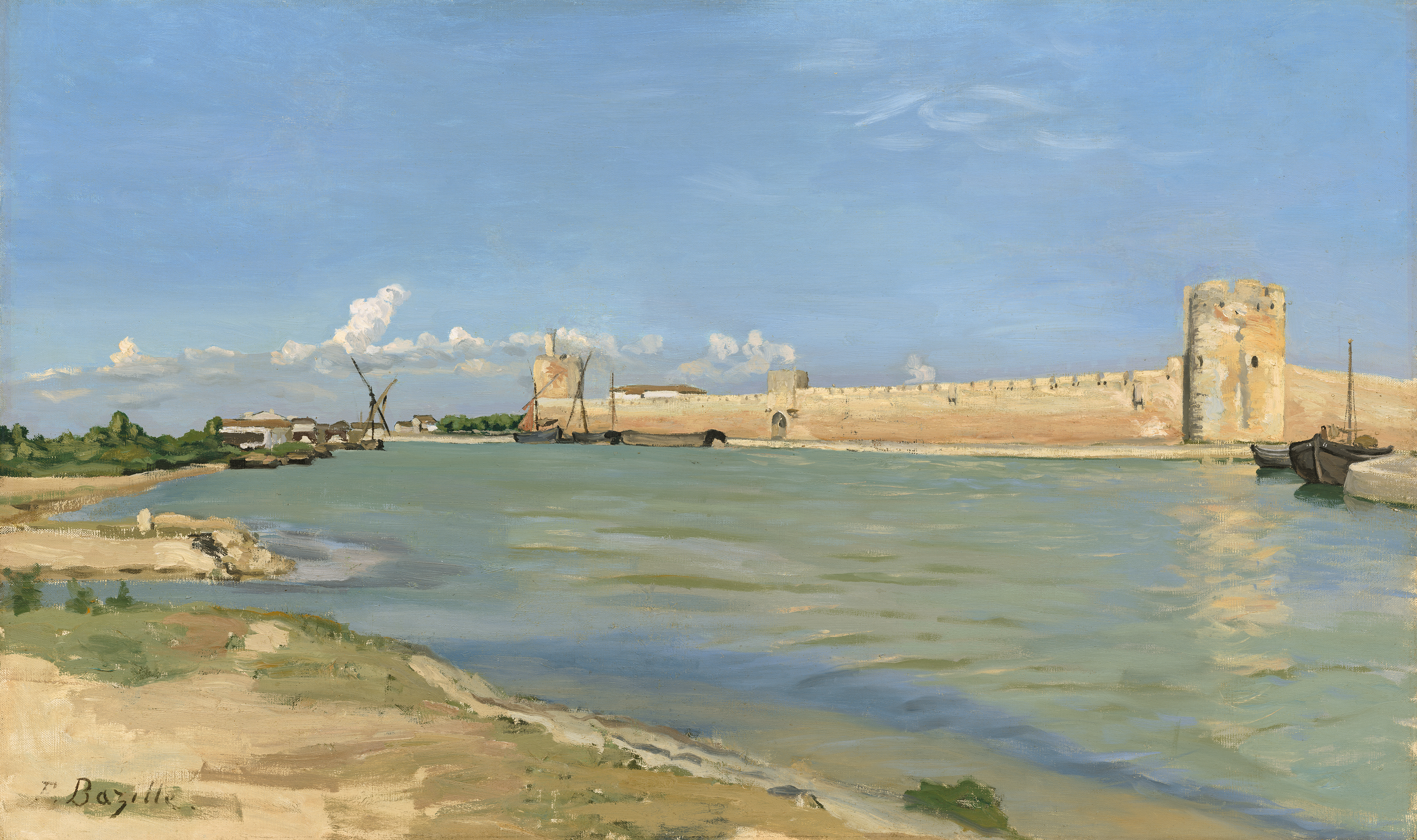
Les Remparts d'Aigues-Mortes (1867), huile sur toile (60 × 100 cm), Washington, National Gallery of Art.
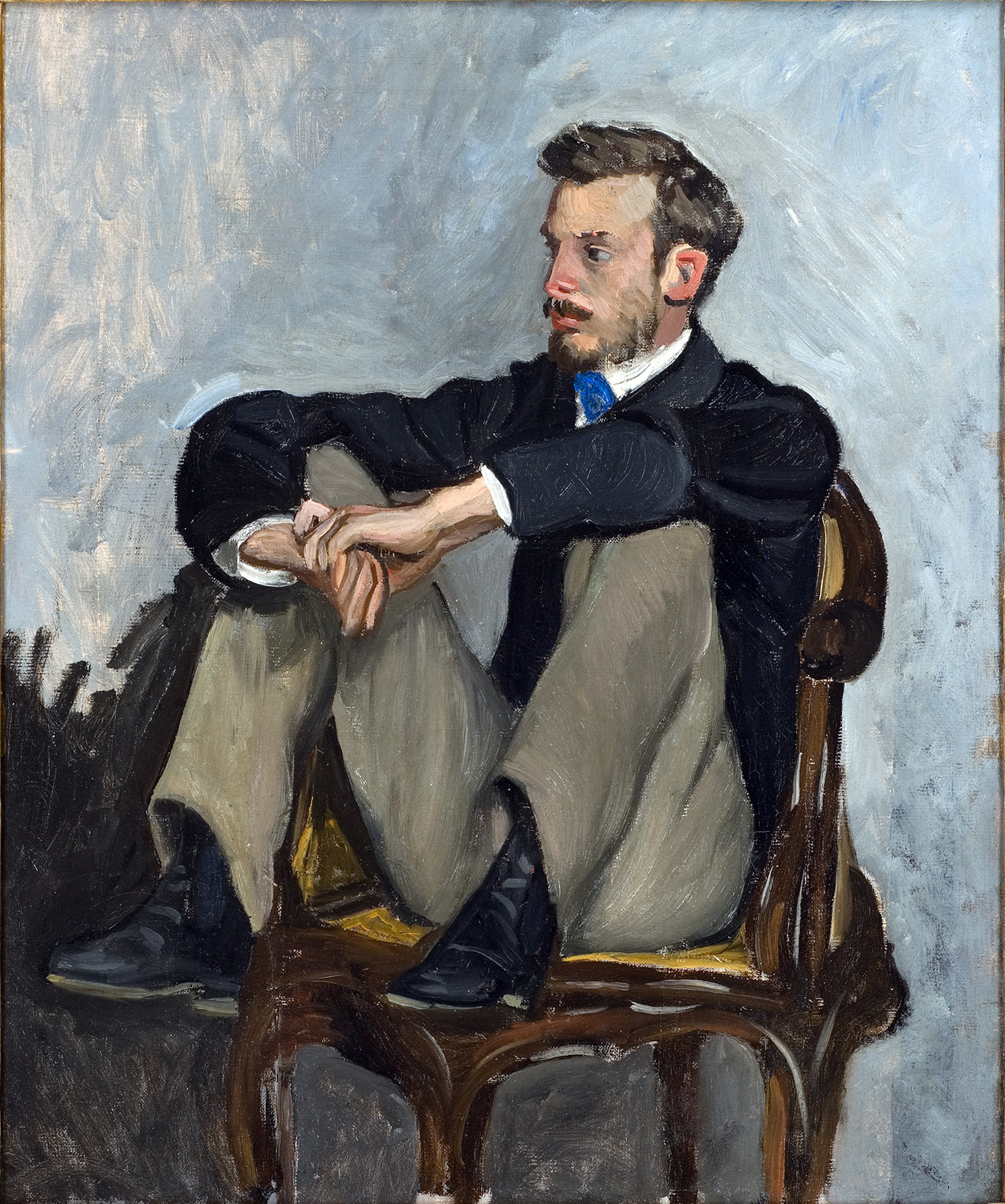
Portrait d'Auguste Renoir (1867), huile sur toile (62 × 51 cm), Montpellier, musée Fabre.
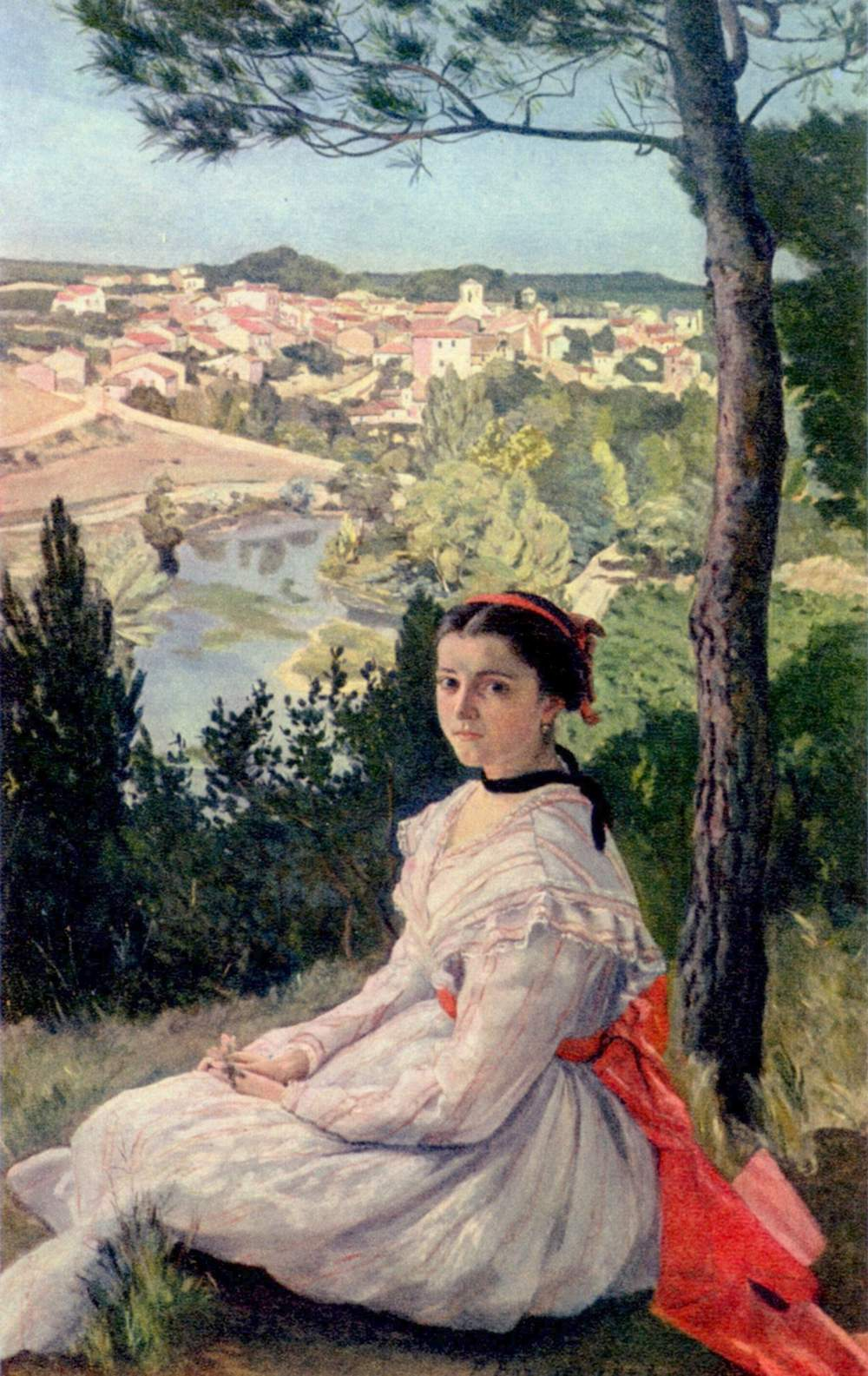
Vue de village (1868), huile sur toile (130 × 89 cm), Montpellier, musée Fabre.
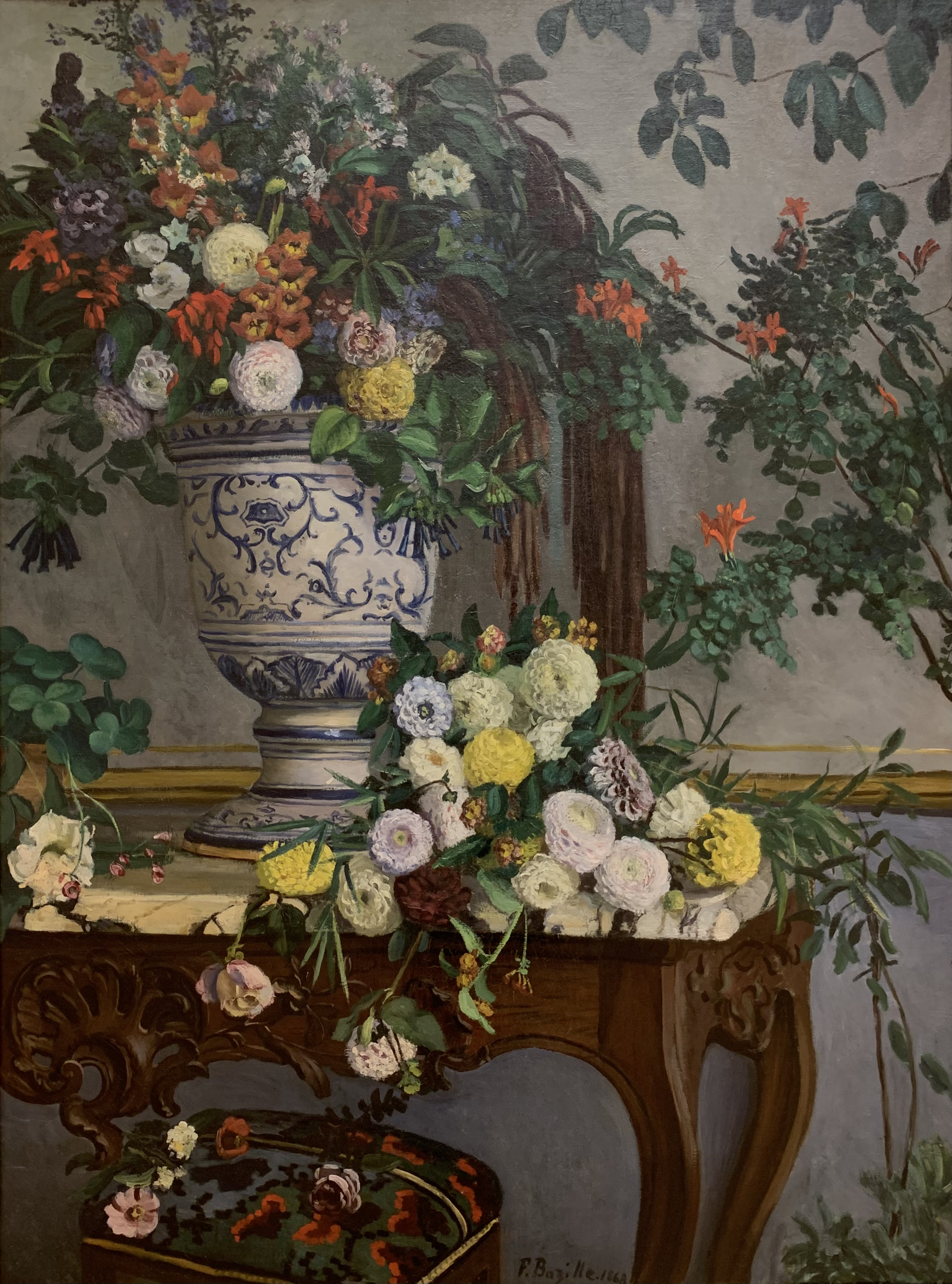
Fleurs, Frédéric Bazille, 1868, musée de Grenoble.
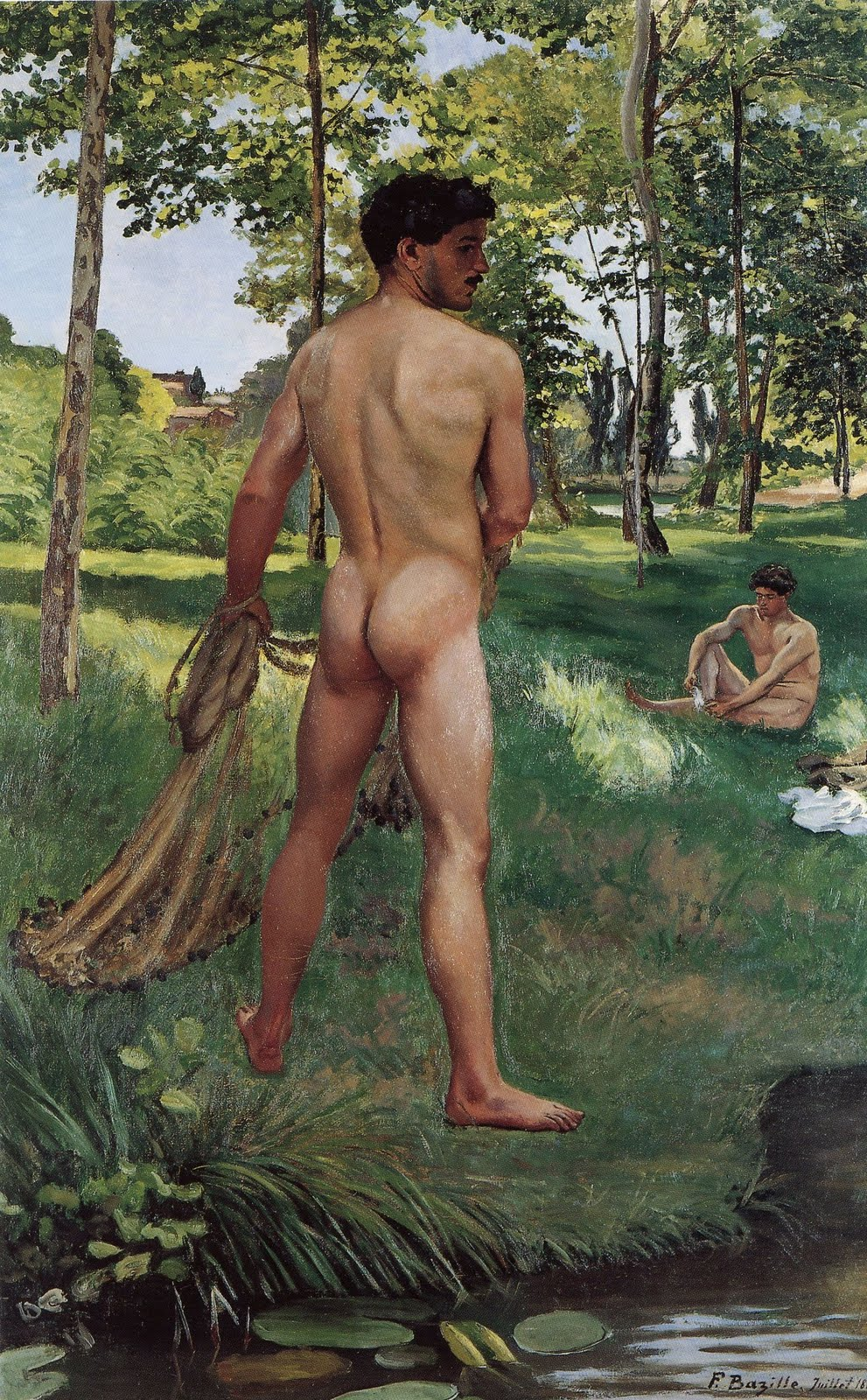
Le Pêcheur à l'épervier (1868), huile sur toile (134 × 83 cm), Zurich, Fondation Rau pour le Tiers-Monde.
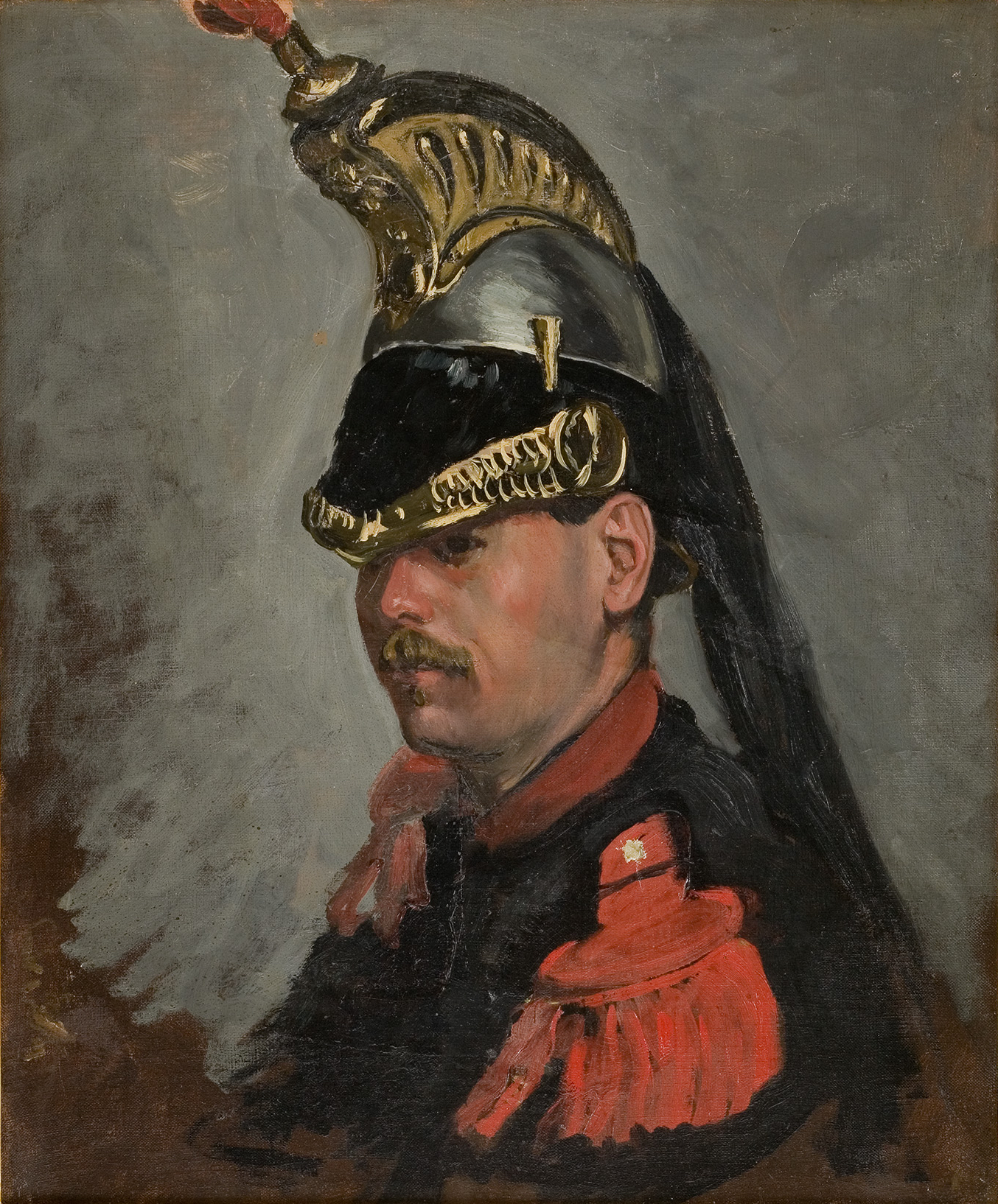
Portrait d'Alphonse Tissié (1868-1869), huile sur toile, Montpellier, musée Fabre.
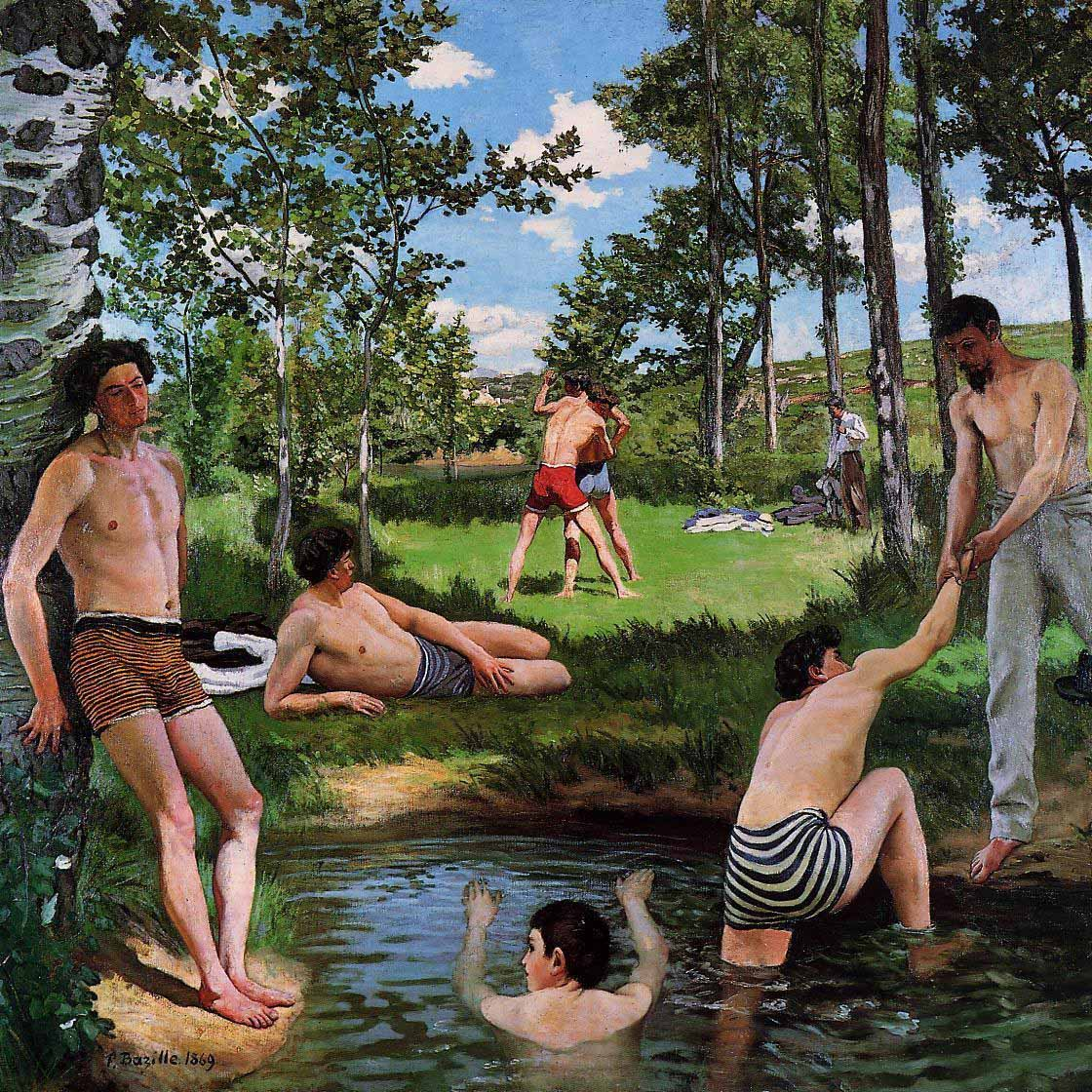
Scène d'été. Les Baigneurs (1869), huile sur toile (160 × 160,7 cm), Cambridge, Fogg Art Museum.
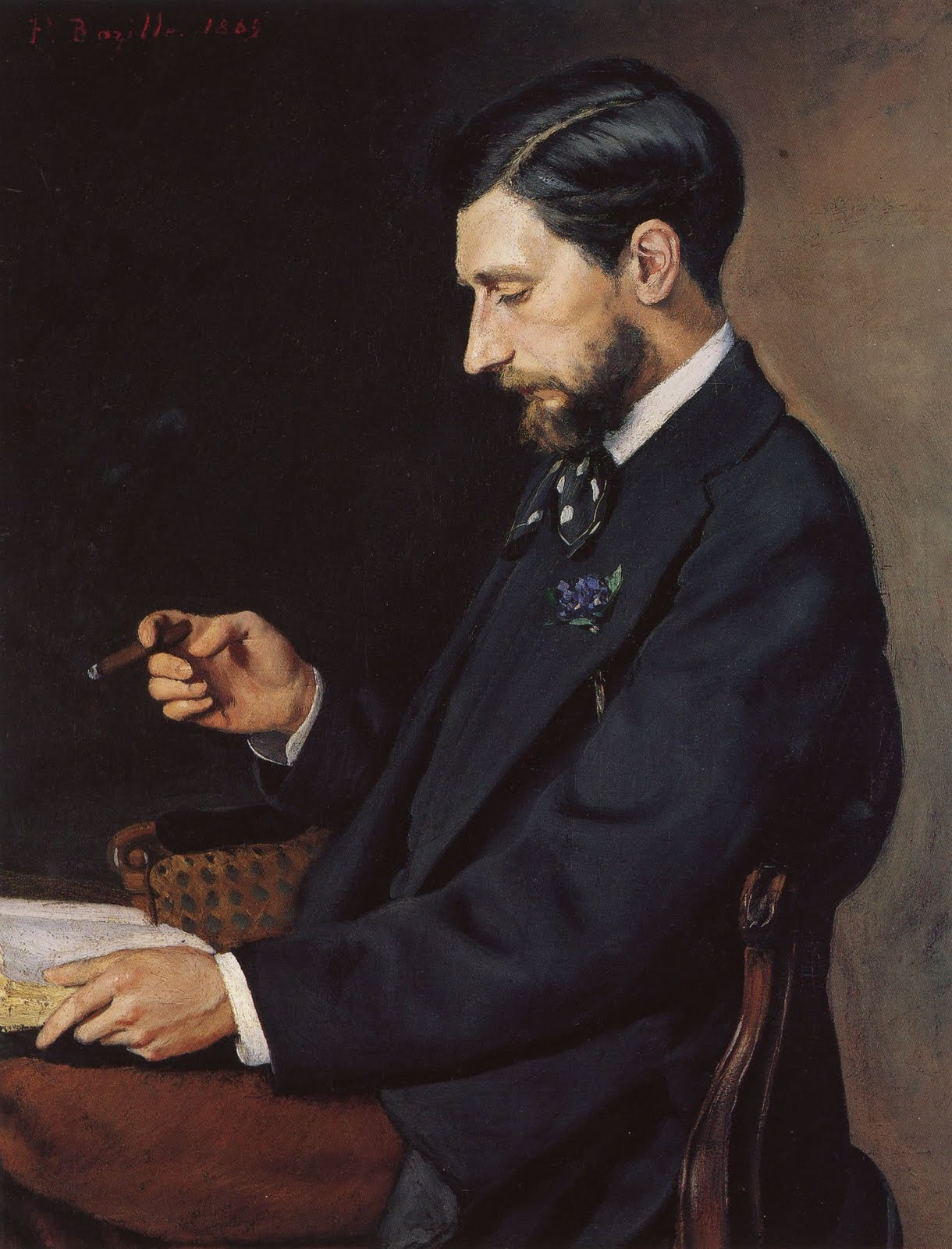
Portrait d'Edmond Maître[57] (1869), huile sur toile (84 × 65 cm), Washington, National Gallery of Art.
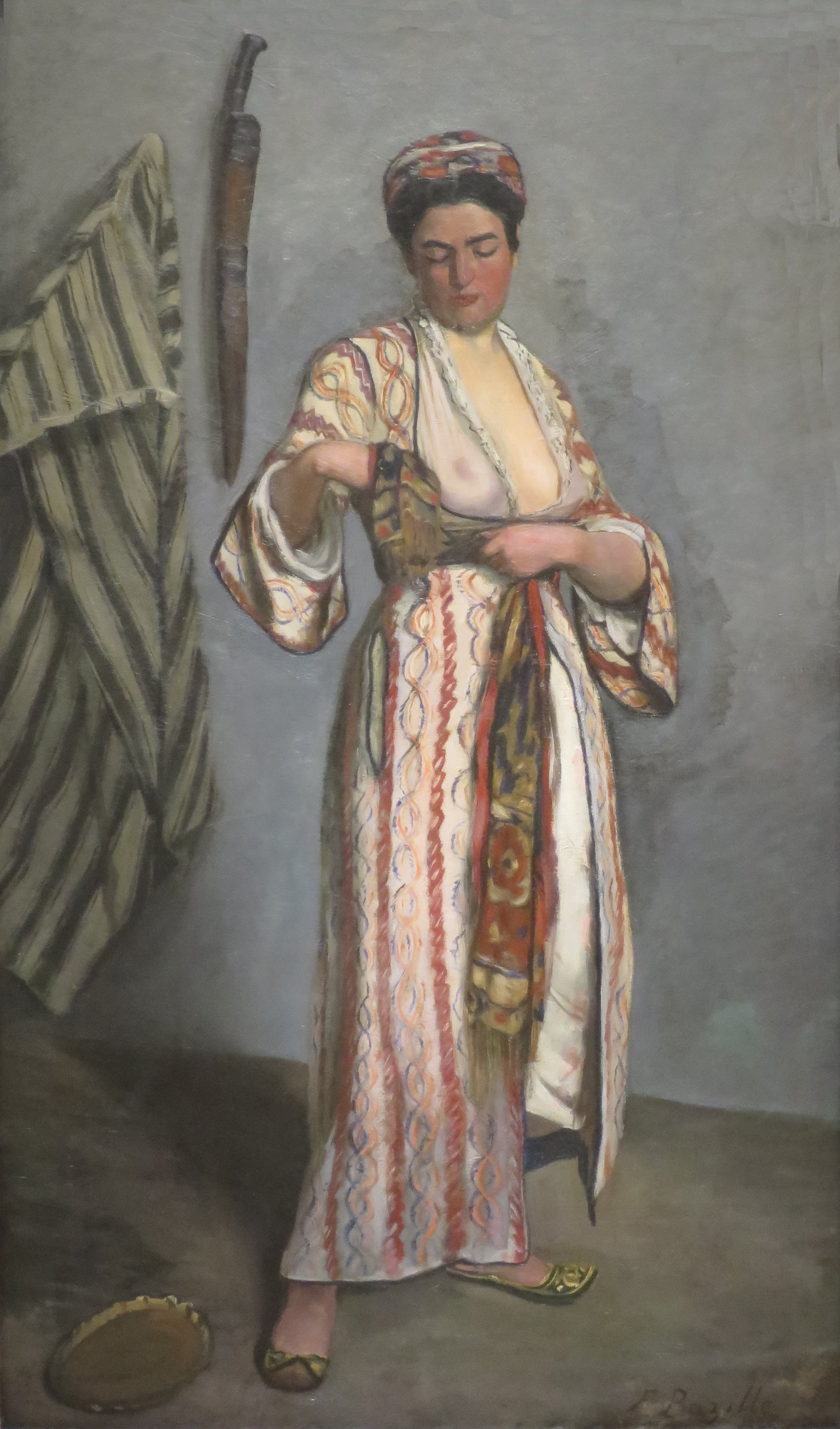
Femme en costume mauresque (1869), Pasadena, Norton Simon Museum.
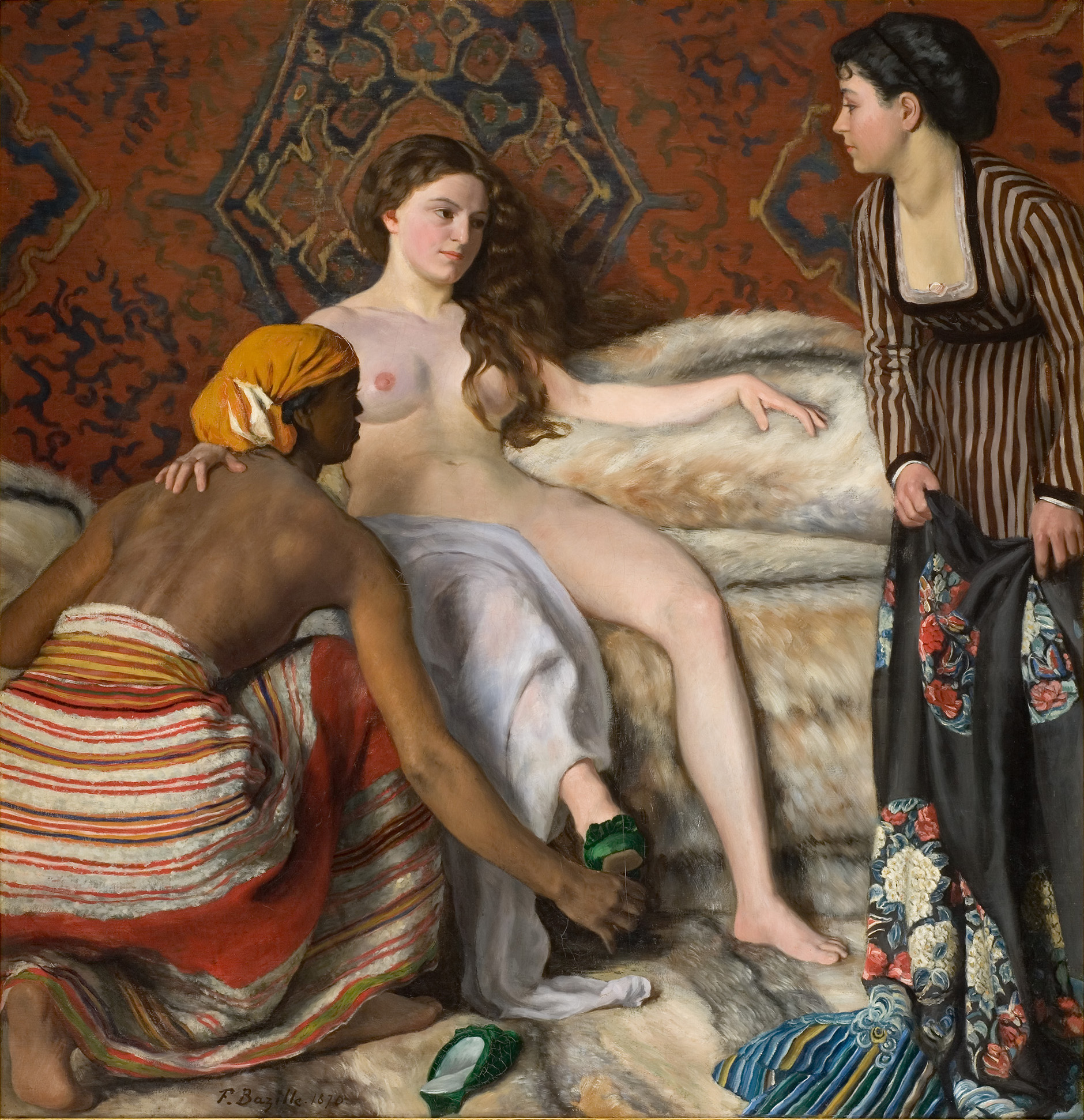
La Toilette (1869-1870), huile sur toile (153 × 148,5 cm), Montpellier, musée Fabre.
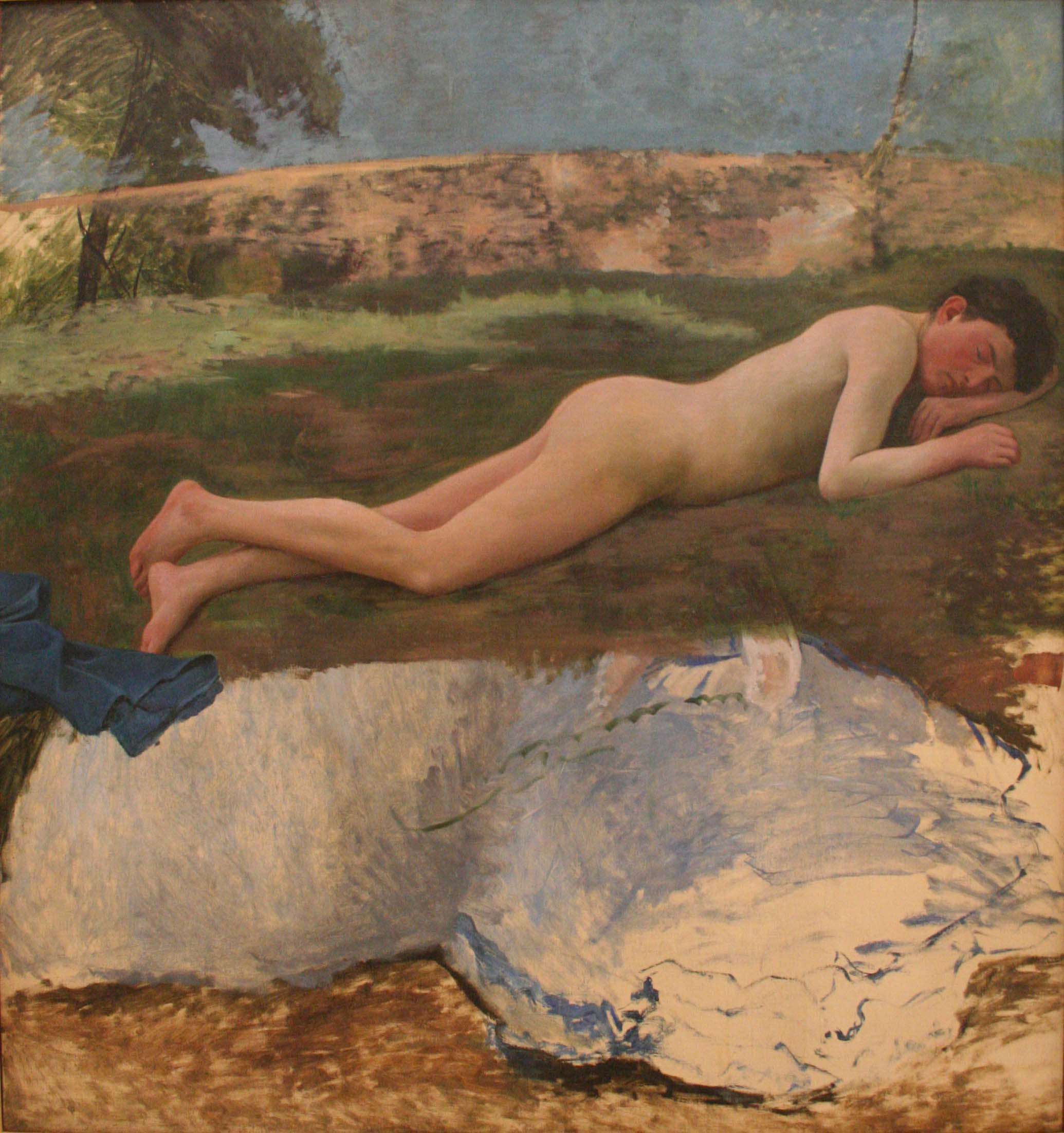
Jeune homme nu couché sur l'herbe, 1870, musée Fabre
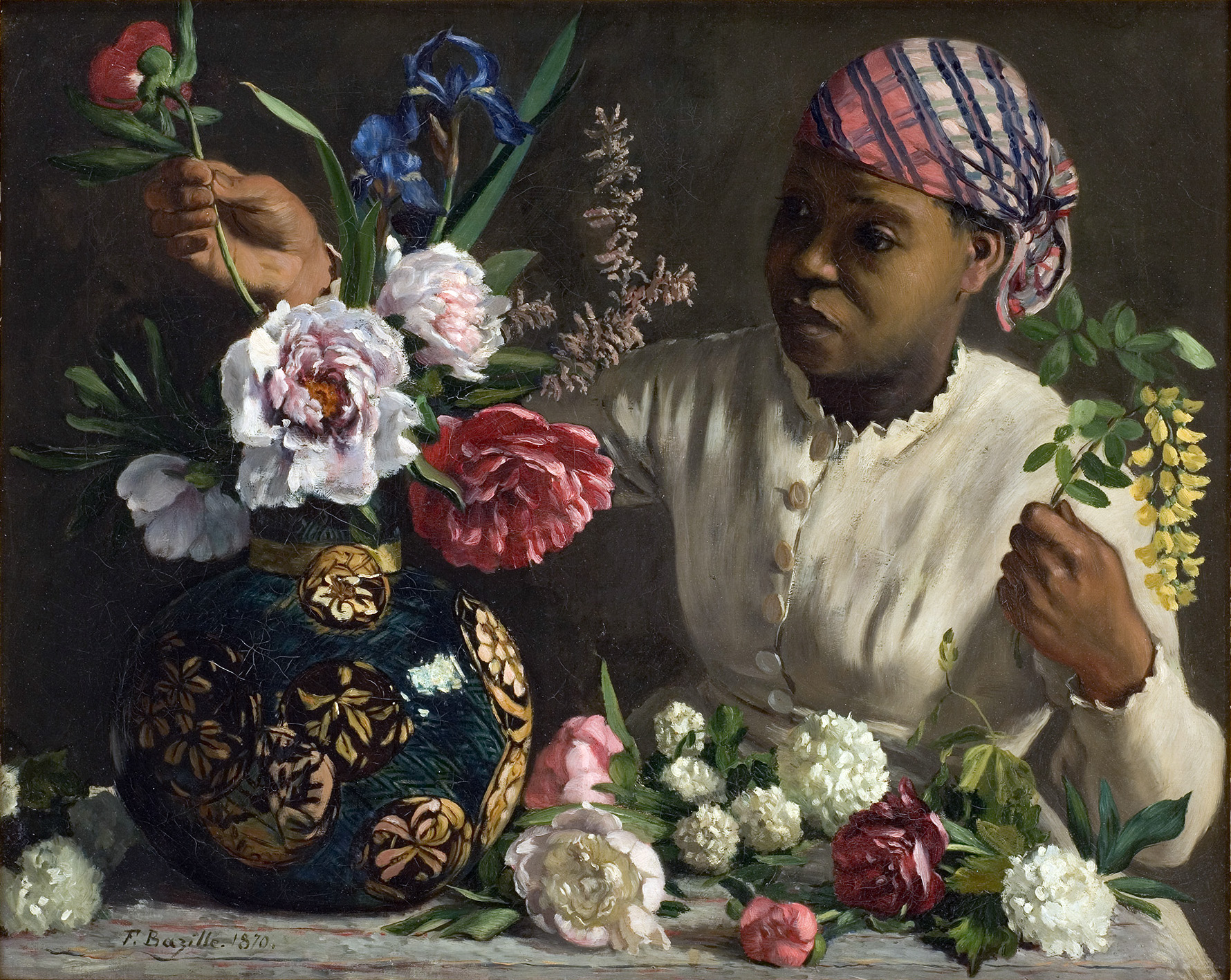
Jeune Femme aux pivoines (1870), huile sur toile (60,3 × 75,2 cm), Montpellier, musée Fabre.
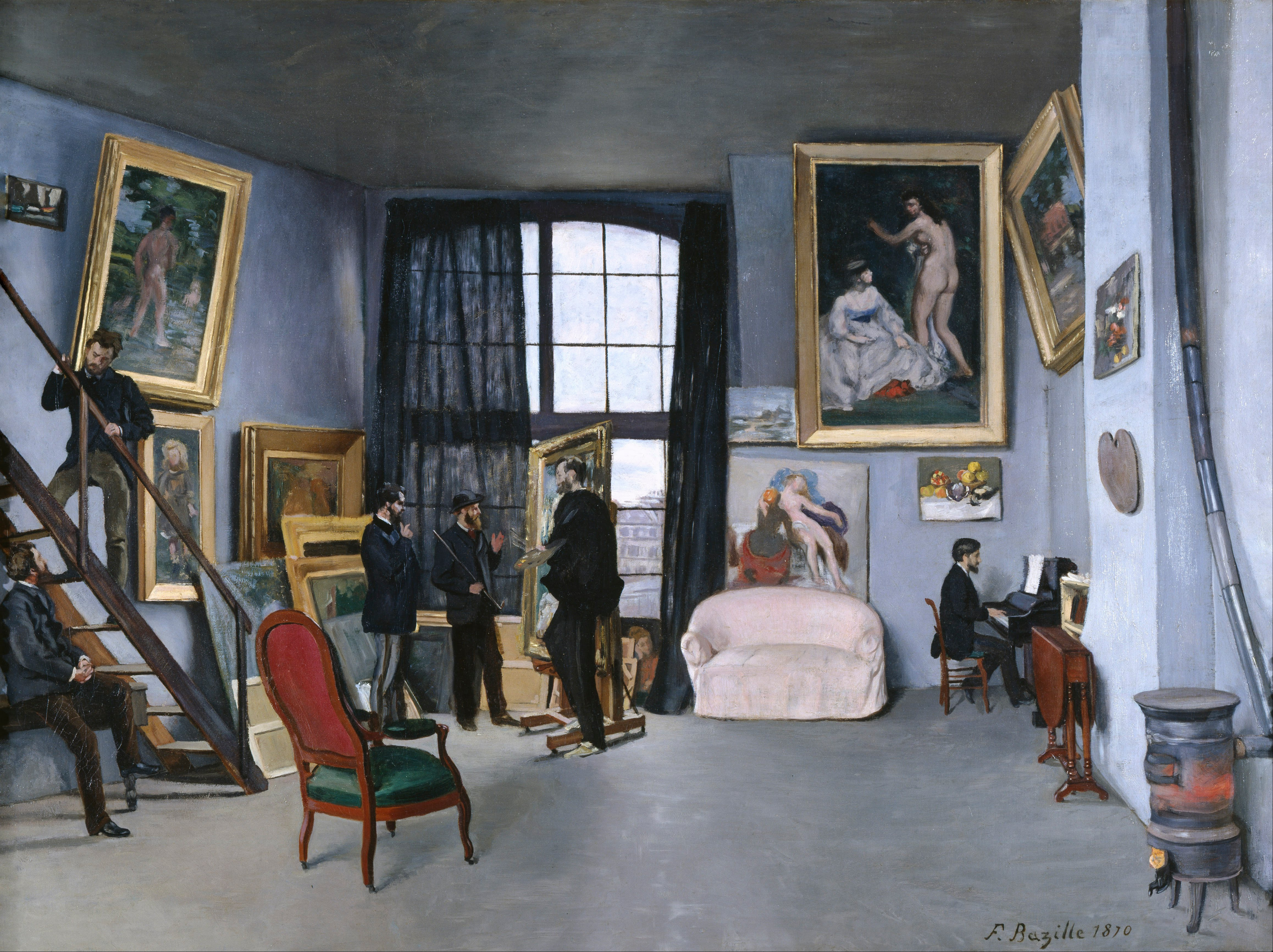
En collaboration avec Édouard Manet, L'atelier de Bazille (1870), huile sur toile (98 × 128 cm), Paris, musée d'Orsay.
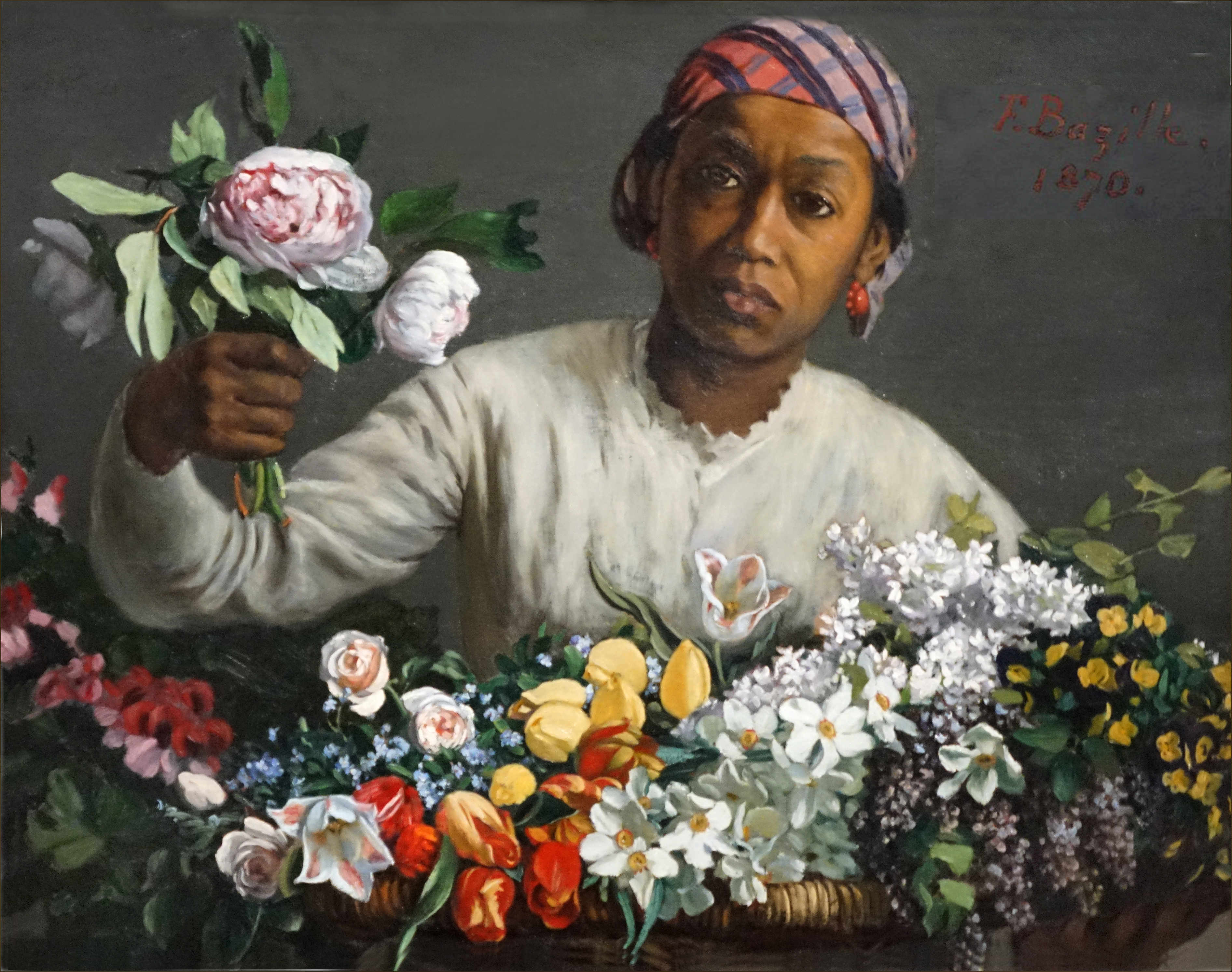
Jeune Femme aux pivoines (1870), huile sur toile, Washington, National Gallery of Art.

### Bibliographie

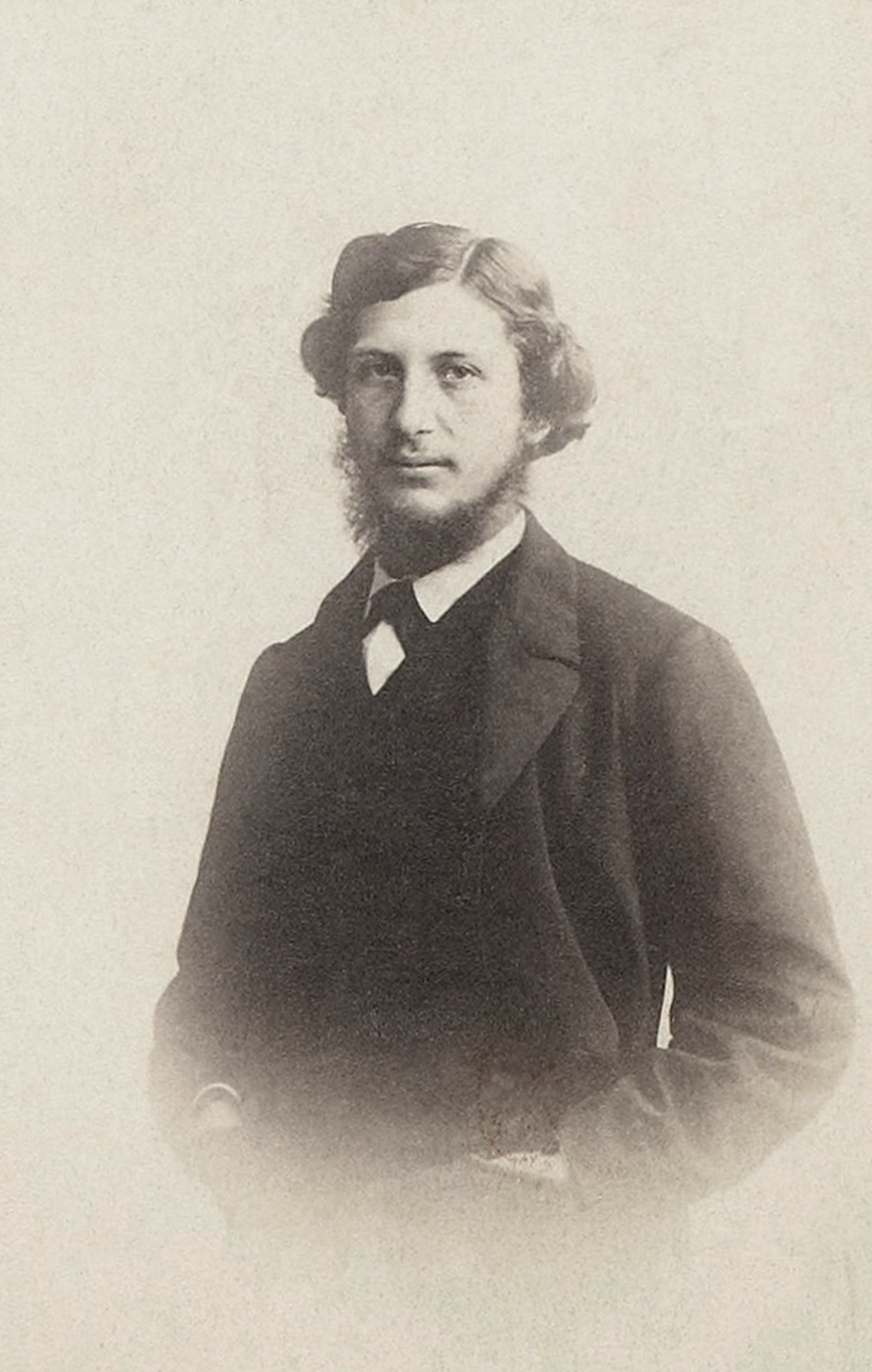
Frédéric Bazille (1867), Album Manet, Paris, BNF.